# エアランゲン＝ヘーヒシュタット郡
エアランゲン＝ヘーヒシュタット郡 (ドイツ語: Landkreis Erlangen-Höchstadt) は、ドイツ連邦共和国バイエルン州ミッテルフランケン北部の郡。

## 地理
郡域は、主に、松林が広がるミッテルフランケン盆地を含む。郡の東部をレグニッツ川とマイン＝ドナウ運河が南北に貫いて流れる。郡北部はレグニッツ川の支流であるアイシュ川がほぼ東西方向に流れる。郡内には池が多く存在し、養魚業が営まれている。郡の東部は、フレンキシェ・アルプに連なる低山地となっている。

### 隣接する郡・郡独立市
エアランゲン＝ヘーヒシュタット郡に隣接する郡は、北にバンベルク郡とフォルヒハイム郡、東がニュルンベルガー・ラント郡、南に郡独立市のニュルンベルクおよびフュルト郡、西がノイシュタット・アン・デア・アイシュ＝バート・ヴィンツハイム郡である。また、郡独立市のエアランゲンが南部から郡域に入り込んでおり、このためこの郡はエアランゲン市を逆U字型に取り囲む形になっている。

## 歴史

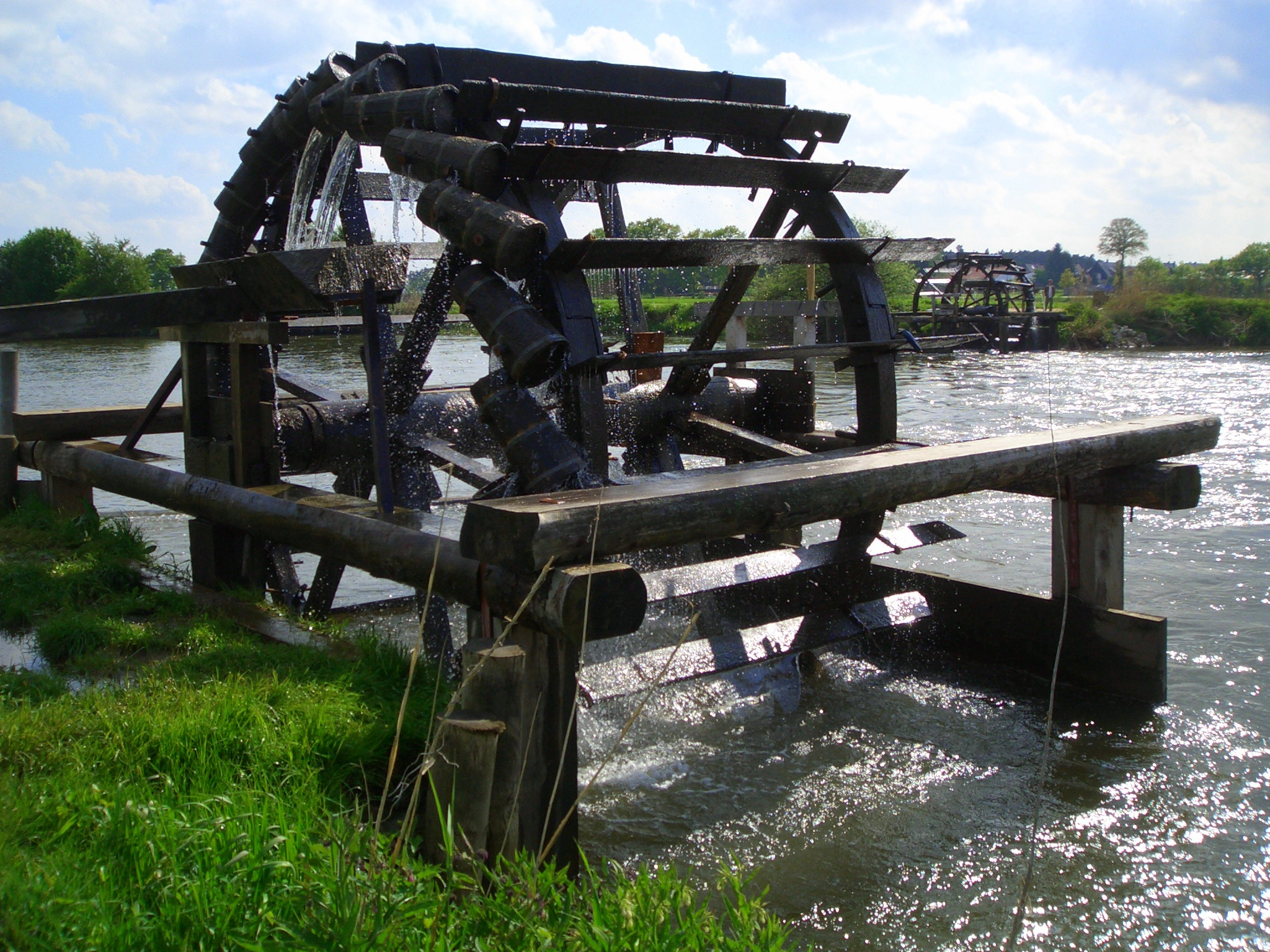
メーレンドルフの水車

西暦1000年頃に、後にこの郡に含まれることになる集落が初めて文献に登場する。1413年、現在も一部が遺るレグニッツ川の水車のことが初めて文献に記された。1549年から1550年に第一次辺境伯戦争が、1552年から1555年には第二次辺境伯戦争が勃発し、これによりこの付近はひどく荒廃した。
1715年、ヘムホーフェン城が建設された。水車の利用がピークを迎えた1805年には、レグニッツ川のフュルトとフォルヒハイムの間に約190基の水車が稼働していた。
1812年、現在の郡域には、エアランゲン、ヘルツォーゲンアウラハ、ヘーヒシュタット・アン・デア・アイシュの各地方裁判所管区が設けられた。同時にエアランゲンは郡独立市となった。1838年からは、エアランゲン地方裁判所はミッテルフランケンに、ヘルツォーゲンアウラハとヘーヒシュタット・アン・デア・アイシュの地方裁判所はオーバーフランケンに属した。
1862年にエアランゲン地方裁判所管区から同名の管区庁(Bezirksamt)が成立し、ヘルツォーゲンアウラハとヘーヒシュタット・アン・デア・アイシュの地方裁判所管区からヘーヒシュタット・アン・デア・アイシュ管区庁が成立した。1818年の自治体令により、自治共同体が再興された。
1886年から1900年の間に、ヘルツォーゲンアウラハ、ヘーヒシュタット、シュリュッセルフェルトおよびエシェナウ行きの鉄道が建設された。1919年、自治体の新しい条例が施行された。
1939年、管区庁に行政部門担当の郡(Landkreis)が置かれた。1946年郡制度が施行された（バイエルン州郡条例）。これにより、1952年に初めて住民の自由意思による地方議会選挙が開催された。
1972年の自治体再編の枠組みで、それまでのエアランゲン郡およびヘーヒシュタット郡の大部分と、バンベルク郡、フォルヒハイム郡、シャインフェルト郡、ラウフ・アン・デア・ペグニッツ郡からのいくつかの市町村を加えて、新しい郡が組織された。当初この郡は「エアランゲン郡」と称したが、1973年5月1日以降は「エアランゲン＝ヘーヒシュタット郡」と改名された。この再編でオーバーフランケンの領域がミッテルフランケンに編入されたことになる。エアランゲン市は郡独立市のまま据え置かれたが、町村を合併し拡大された。

## 紋章
図柄: 向かって左半分は金地で、銀の斜め帯の下に左向き（向かって右向き）の赤い爪を持った黒い獅子。向かって右の半分は青地で赤と銀の縁取りの中に金色の水車の上半分が描かれている。
エアランゲン＝ヘーヒシュタット郡は、かつてのエアランゲン郡とヘーヒシュタット・アン・デア・アイシュ郡とが合併してできた郡である。郡の紋章の一部は、旧ヘーヒシュタット・アン・デア・アイシュ郡の紋章である。それはバンベルクの獅子を描いたバンベルク司教区の紋章でこの地域が1802年までバンベルク司教領であり、ヘーヒシュタット・オーバーアムト（上級地方管理局）の所在地であったことに由来する。
盾型を縁取るのは、旧エアランゲン郡の郡域を、バイアースドルフ・アムトとして治めたニュルンベルク城伯およびブランデンブルク＝バイロイト辺境伯の紋章にちなんだものである。青と金という色は、1805年まで郡域のかなりの部分をその支配下に治めていたニュルンベルク市の紋章に由来する。水車は、レグニッツ川に多く建設され、現在もいくつかを見ることができる、この地の風景の象徴となる建造物である。保存されている水車（約10基）のほとんどは、メーレンドルフで見ることができる。

## 経済と社会資本

### 交通
郡独立市エアランゲンには1844年から、ニュルンベルクとバンベルクを結ぶルートヴィヒ南北鉄道の駅が設けられていた。19世紀の終わり頃、この大学都市は2つのローカル線の出発点となった。1886年のエシェナウ経由グレーフェンベルク行き（この路線は1908年にニュルンベルクまで接続した）と、1894年のエアランゲン近郊のブルック発ヘルツォーゲンアウラハ行きである。
かつて郡庁所在地であったヘーヒシュタットは1892年にフォルヒハイムからの鉄道が開通した。郡北部の町村を、1900年に開通したローカル線バンベルク – シュリュッセルフェルト線が走っていた。
この郡の鉄道路線の総延長は75kmとなったが、そのうち41kmで旅客輸送が廃止された。以下の路線である。
- 1961/63年: エアランゲン – エシェナウ 12km
- 1977年: シュトルレンドルフ – ミュールハウゼン – シュリュッセルフェルト 31km（うち7kmが現在のエアランゲン＝ヘーヒシュタット郡内）
- 1984年: フォルヒハイム – ヘムホーフェン – ヘーヒシュタット・アン・デア・アイシュ 13km、およびエアランゲン＝ブリュック – ヘルツォーゲンアウラハ 9km

## 市町村
| 郡所属市 - バイアースドルフ (Baiersdorf 8,074) - ヘルツォーゲンアウラハ (Herzogenaurach 24,674) - ヘーヒシュタット・アン・デア・アイシュ (Höchstadt a.d.Aisch 14,063) 市場町 - エッケンタール (Eckental 14,770) - ヘロルツベルク (Heroldsberg 8,488) - ロンナーシュタット (Lonnerstadt 2,087) - ミュールハウゼン (Mühlhausen 1,858) - フェステンベルクスグロイト (Vestenbergsgreuth 1,622) - ヴァッヒェンロート (Wachenroth 2,421) - ヴァイゼンドルフ (Weisendorf 6,877) 行政共同体 アウラハタール行政共同体 アウラハタール、オーバーライヒェンバッハ ヘスドルフ行政共同体 グローセンゼーバッハ、ヘスドルフ ヘーヒシュタット・アン・デア・アイシュ行政共同体 グレムスドルフ、ロンナーシュタット、ミュールハウゼン、フェステンベルクスグロイト、ヴァッヒェンロート 行政共同体本部は、この行政共同体に参加していないヘーヒシュタット・アン・デア・アイシュに位置する ウッテンロイト行政共同体 ブッケンホーフ、マーロフシュタイン、シュパールドルフ、ウッテンロイト | 町村 - アーデルスドルフ (Adelsdorf 9,382) - アウラハタール (Aurachtal 3,132) - ブーベンロイト (Bubenreuth 4,637) - ブッケンホーフ (Buckenhof 3,251) - グレムスドルフ (Gremsdorf 1,677) - グローセンゼーバッハ (Großenseebach 2,456) - ヘムホーフェン (Hemhofen 5,340) - ヘスドルフ (Heßdorf 3,813) - カルヒロイト (Kalchreuth 3,033) - マーロフシュタイン (Marloffstein 1,555) - メーレンドルフ (Möhrendorf 4,955) - オーバーライヒェンバッハ (Oberreichenbach 1,364) - レッテンバッハ (Röttenbach 4,749) - シュパールドルフ (Spardorf 2,232) - ウッテンロイト (Uttenreuth 5,007) 市町村に属さない地域 (102.72 km²、無人である) - ビルカハ(Birkach 3.25 km²) - ブッケンホーフの森 (Buckenhofer Forst 8.76 km²) - ドルミッツの森 (Dormitzer Forst 10.18 km²) - エアレンシュテーゲンの森 (Erlenstegener Forst 11.78 km²) - テンネンローエの森 (Forst Tennenlohe 10.81 km²) - ゲシャイト (Geschaidt 8.49 km²) - カルヒロイトの森 (Kalchreuther Forst 6.11 km²) - クラフツホーフの森 (Kraftshofer Forst 12.17 km²) - マルク (Mark 20.98 km²) - ノインホーフの森 (Neunhofer Forst 10.18 km²) |

（かっこ内の単位のない数字は、2023年12月31日現在の人口である。）

## 引用
1. 1 2  https://www.statistikdaten.bayern.de/genesis/online?operation=result&code=12411-003r&leerzeilen=false&language=de Genesis-Online-Datenbank des Bayerischen Landesamtes für Statistik Tabelle 12411-003r Fortschreibung des Bevölkerungsstandes: Gemeinden, Stichtag (Einwohnerzahlen auf Grundlage des Zensus 2011)